# ریر
ریر (انگلیسی: Rare) شرکت بازی ویدئویی بریتانیایی است، که در سال ۱۹۸۵ تأسیس شد.